# Sinularia asterolobata
Sinularia asterolobata är en korallart som beskrevs av Verseveldt 1977. Sinularia asterolobata ingår i släktet Sinularia och familjen läderkoraller. Inga underarter finns listade i Catalogue of Life.